# Krásnovce
Krásnovce (in ungherese Karaszna) è un comune della Slovacchia facente parte del distretto di Michalovce, nella regione di Košice.